# تیمبرلیک (ویرجینیا)
تیمبرلیک (به انگلیسی: Timberlake) یک منطقهٔ مسکونی در ایالات متحده آمریکا است که در شهرستان کمبل، ویرجینیا واقع شده‌است. تیمبرلیک ۲۹٫۳ کیلومتر مربع مساحت و ۱۲٬۱۸۳ نفر جمعیت دارد و ۲۸۰ متر بالاتر از سطح دریا واقع شده‌است.